# 神崎敏雄
神崎 敏雄（本姓:神﨑、かんざき としお、1912年（大正元年）11月5日 - 1997年（平成9年）1月22日）は、日本の政治家。日本共産党大阪府大阪市会議員、同衆議院議員。関西中小工業協議会初代事務局長。

## 来歴
大阪府大阪市出身。1924年（大正13年）大阪府狭山尋常高等小学校を卒業。関西産業復興連盟書記長、全大阪電力管理委員会副委員長、全大阪生活擁護同盟本部委員長を務めた。
1951年（昭和26年）大阪市会議員選挙で当選して四選。1972年（昭和47年）の第33回衆議院議員総選挙に旧大阪6区から出馬し初（及びトップ）当選を果たす。以後、1976年（昭和51年）の第34回総選挙での落選を挟み1979年（昭和54年）の第35回総選挙にて再選。党内では議会対策委員長、都市問題対策委員長や府党常任委員などを歴任した。
1997年1月22日、誤嚥性肺炎のため大阪市の病院で死去。84歳。

## 国政選挙歴
- 第31回衆議院議員総選挙（大阪府第6区、1967年1月、日本共産党）落選[7]
- 第32回衆議院議員総選挙（大阪府第6区、1969年12月、日本共産党）次点落選[5]
- 第33回衆議院議員総選挙（大阪府第6区、1972年12月、日本共産党）当選[5]
- 第34回衆議院議員総選挙（大阪府第6区、1976年12月、日本共産党）次点落選[6]
- 第35回衆議院議員総選挙（大阪府第6区、1979年10月、日本共産党）当選[6]
- 第36回衆議院議員総選挙（大阪府第6区、1980年6月、日本共産党）次点落選[8]
- 第37回衆議院議員総選挙（大阪府第6区、1983年12月、日本共産党）次点落選[8]

## 著作
- 『頭の散歩』浪花書店、1966年。
- 『シグナルは青だ』日本共産党大阪府委員会、1972年。